# 倫氏硬頭魚
倫氏硬頭魚(学名：Craterocephalus randi），為輻鰭魚綱銀漢魚目銀漢魚科的其中一種，分布於新幾內亞中南部淡水流域，體長可達8公分，為熱帶魚類，棲息在岩石、沙泥底質的溪流，生活習性不明。